# Shiling, Lianjiang
Shiling (kinesiska: 石岭) är en köping i sydöstra Kina. Den ligger i Lianjiang i staden Zhanjiang i provinsen Guangdong, omkring 360 kilometer sydväst om provinshuvudstaden Guangzhou. Antalet invånare är 96 285. Befolkningen består av 44 679 kvinnor och 51 606 män. Barn under 15 år utgör 25,0 %, vuxna 15-64 år 63 %, och äldre över 65 år 10,0 %.